# Roberto Ierusalimschy
Roberto Ierusalimschy (Rio de Janeiro, 21 de maio de 1960) é um cientista da computação e professor brasileiro.
É professor titular do Departamento de Informática na Pontifícia Universidade Católica do Rio de Janeiro (PUC-Rio). É o principal arquiteto da linguagem de programação Lua e autor do livro Programming in Lua (ISBN 85-903798-1-7) e Programação em Lua, Segunda Edição (ISBN 85-903798-2-5). Ele também é responsável pela introdução das gramáticas de análise de expressão como um formalismo sobre estruturas ad-hoc de expressões regulares.

## Publicações
- Ierusalimschy, Roberto; Figueiredo, Luiz Henrique de; Celes, Waldemar (2006). Lua Reference manual. Rio de Janeiro: Lua.org. 103 páginas. ISBN 85-903798-3-3
- Ierusalimschy, Roberto (2006). Programming in Lua. Rio de Janeiro: Lua.org. 252 páginas. ISBN 85-903798-2-5